# Himmeta-Bro församling
Himmeta-Bro församling var en församling i Västerås stift och i Köpings kommun i Västmanlands län. Församlingen uppgick 2010 i Malma församling. 

## Administrativ historik
Himmeta-Bro församling bildades den 1 januari 1995 i samband med att den sydligaste delen av Kolsva församling, en del av den tidigare Bro församling, fördes över till Himmeta församling. Det överförda området hade 241 invånare.
Församlingen uppgick 2010 i Malma församling.

## Kyrkor
- Bro kyrka
- Himmeta kyrka